# Lee Yuntaek
Lee Yuntaek (Hangul: 이윤택) es un poeta, dramaturgo y productor surcoreano.

## Biografía
Lee Yuntaek nació el 9 de julio de 1952 en Corea del Sur. Poeta, dramaturgo y productor de películas, debutó en 1978 con "La luz de los duendes" (Dokkaebi bul), que apareció en la revista Poesía Contemporánea (Hyundae munhak). En los ochenta trabajó como periodista para el periódico Busan Daily mientras escribía y representaba obras. En 1986 formó en Busan su propia compañía teatral llamada "Yeonhuidan georipae", y desde entonces ha viajado alrededor del país representando obras.

## Obras
Lee Yuntaek ha demostrado su talento en muchas ocasiones a través de la producción de guiones de películas y de series de televisión, así como puestas en escena de musicales y obras teatrales para eventos internacionales. No solo es capaz de usar una gran gama de formas artísticas, sino que también siempre agrega algo nuevo y experimental en cada proyecto que realiza. Le da un sentimiento coreano y un humor único a sus formas artísticas, por eso se lo conoce con el apodo de "guerrillero cultural".
Aunque sus temas normalmente contienen algo oscuro y serio, sus obras rebosan de una vibrante energía. Investigan y contemplan las vidas humanas que avanzan lentamente hacia su fin. Incluso después de una afable sonrisa, la audiencia siempre se queda con algo que reflexionar.
Ha sido director en el Teatro Nacional, donde ha dirigido la versión musical de La tempestad de Shakespeare en 1999. Su producción de un musical titulado Soñando en Hwaseong (Hwaseong-eseo ggum ggunda), representado en sitios que son patrimonios culturales, es una de sus muchas experimentacioens teatrales.
Ha producido las siguientes películas:
- 2003 Ogu (guionista y director)
- 1997 Model (TV Series)
- 1991 Seoul Evita
- 1990 Solo porque eres mujer (Danji geudaega yeojaraneun iyumaneuro)

## Obras en coreano (lista parcial
- Método Ogu de la muerte (Ogu-jugeumui hyeongsik)
- Gaettong más allá de las montañas (San neomeo gaettonga)
- Hamlet (Haemlit)
- Belleza (Gain)
- Novia tonta (Babo gaksi)
- Vivir cada día es una fiesta (Sarainneun donganeun nalmada chukje)
- Ciudadano K (Simin K)
- Yeonsan, un hombre problemático (Munjejeok ingan Yeonsan)
- Fausto en vaqueros (Cheongbajireul ibeun pauseuteu).

## Premios
- Premio Teatral Dong-a
- Premio Literario Daesan (1995)
- Premio de Artes Paeksang
- Premio del Festival de Teatro de Seúl